# Église Saint-Cyprien de Saint-Cyprien (Dordogne)
Pour les articles homonymes, voir Église Saint-Cyprien.
L'église Saint-Cyprien est une église catholique située à Saint-Cyprien, en France.

## Localisation
L'église est située dans le département français de la Dordogne, sur la commune de Saint-Cyprien.

## Historique
La légende raconte que, vers l'an 520, un ermite du nom de Cyprien (fêté le 9 décembre) s'installe dans une grotte de Fages dominant la Vallée de la Dordogne près du bourg. Il attire d'autres religieux. Un monastère va se construire pour recevoir la communauté, avec une église autour de son tombeau. Il ne reste rien des bâtiments du VIIe siècle. Peut-être la présence des Sarrasins, près de Beynac, pourrait expliquer des destructions de bâtiments. Aucun texte du des VIIIe et IXe siècles ne cite le monastère.
Les invasions des Vikings, à partir de 848, obligent les religieux à protéger l'abbaye par des remparts.
Le 15 août 1076, Arnaud, prévôt de l'église de Périgueux, donne Saint-Cyprien au prévôt de Saint-Sernin de Toulouse pour y introduire la réforme canoniale. Le 31 décembre, probablement de la même année, l'évêque de Périgueux, Guillaume de Montberon, confirme cette donation. Les moines adoptent la règle de saint Augustin. Entre 1073 et 1081, Archambaud, un des plus anciens chanoines de Saint-Cyprien, est venu à l'abbaye de Moissac. Des confrères sont venus l'y voir et ont été impressionnés par la régularité apportée par la réforme clunisienne. Le moine Emenon et le prévôt Arnaud ont demandé au chapitre d'adopter la réforme clunisienne de l'abbaye de Moissac après l'accord de l'évêque de Périgueux. Cette affiliation ne s'est pas faite et les chanoines de Saint-Sernin de Toulouse ont envahi l'abbaye périgourdine, peut-être après leur expulsion de Toulouse par l'évêque Isarn. L'abbaye est restée liée à Saint-Sernin de Toulouse.
Le monastère est affilié à l'abbaye de Chancelade au XIIe siècle et devient l'un de ses prieurés. En février 1239, le prieur de Saint-Cyprien signe un acte passé entre Pierre de Gontaud et Guillaume de Biron.
Le clocher-donjon, ancienne tour de guet, a été construit au XIIe siècle. Il est percé de meurtrières avec des contreforts plats et des murs épais de près de 1,50 m.
Au Moyen Âge, l'abbaye de Saint-Cyprien est riche grâce à l'exploitation des terres des bords du fleuve. Installé à flanc de coteau, le bourg constitue un poste stratégique pour l'observation du trafic fluvial. 
Saint-Cyprien fait partie de la seigneurie de Bigaroque, qui a été achetée par l'archevêché de Bordeaux. Les droits de justice dans la châtellenie de Bigaroque, entre le seigneur archevêque, le prieur du monastère et les damoiseaux de Saint-Cyprien, sont réglés par un acte du 8 août 1304. Bertrand de Got, archevêque de Bordeaux, devenu le pape Clément V,  place le monastère sous sa juridiction. Les liens avec Saint-Sernin de Toulouse sont rompus. Le prieur rend hommage à l'archevêque de Bordeaux pour ses fiefs de Mouzens, Reignac, la Chapelle et le Coux.
L'église a dû être construite aux XIIIe et XIVe siècles.
Le bourg est ravagé par les Anglais pendant la guerre de Cent Ans. En 1433, l'évêque de Sarlat, Bertrand de La Cropte, obtient le 24 avril 1431 du pape Eugène IV la permission de posséder plusieurs bénéfices en même temps, en raison de la modicité des revenus de son évêché. Deux ans plus tard, par une bulle datée de Rome le 30 juin 1433, pour la même raison, il obtient la réunion à la mense épiscopale de Sarlat, du prieuré conventuel de Saint-Cyprien dont les revenus avaient diminué à cause de la guerre. Cette réunion est confirmée en 1435.
L'église a eu à souffrir des affrontements entre catholiques et les protestants pendant les guerres de Religion. L'église est incendiée en 1585 par les huguenots et sert d'arsenal. La nef est utilisée pour fondre des canons.
L'abbaye de Chancelade essaie de rénover la vie monastique de Saint-Cyprien en 1666. Le prieur Jacques Dunoyer entreprend de restaurer l'église en 1685. La nef est presque entièrement reconstruite ainsi que la façade.
Un nouveau mobilier est placé dans l'église : 32 stalles placées dans le chœur, chaire, autel en marbre polychrome, autels latéraux et le buffet d'orgue. Les bâtiments monastiques composés d'un corps de logis et de deux ailes sont alors reconstruits à ses côtés.
Le clocher-donjon est raccordé à l'église avec le percement de l'oculus de l'horloge au XVIIe siècle.
Monseigneur Christophe de Beaumont, archevêque de Paris, est exilé par Louis XV au château de la Roque, à Meyrals,  à la suite d'un désaccord avec des ordres religieux. Son cœur a été placé dans le deuxième pilier à droite de l'entrée.
L'abbaye Saint-Cyprien et son église sont déclarées bien national. La commune les rachète en 1791 pour 8 125 francs. Les bâtiments monastiques vont accueillir au cours du temps un hospice, une bibliothèque, une salle populaire.
Le prieur au moment de la Révolution est Joseph Prunis. Avant 1789, il était aussi censeur royal et historiographe de la province. Il a été nommé maire de Saint-Cyprien.
L'église est transformée en temple de la Raison en 1793, et a été saccagée pendant la Révolution. Elle sombre alors dans l'oubli.
En 1804, une religieuse chassée de son couvent en Flandres aurait apporté à l'abbaye Saint-Cyprien une épine provenant de la Couronne du Christ. Elle aurait été donnée par Louis IX au couvent flamand de cette religieuse. Cette relique a été volée en 1997.
L'église est classée Monument historique en 1841.
L'église est restaurée en 1862-1863 : la façade occidentale et les deux premières travées sont entièrement reconstruites.
En 1871, les bâtiments conventuels servent de magasin pour le tabac. Les communications entre le cloître et l'église sont obstruées.
L'église est déclassée en 1883 à la suite des travaux dans l'abbaye.
L'édifice est classé au titre des monuments historiques en 1923.
Le clocher se visite pendant les Journées du Patrimoine.

## Orgue

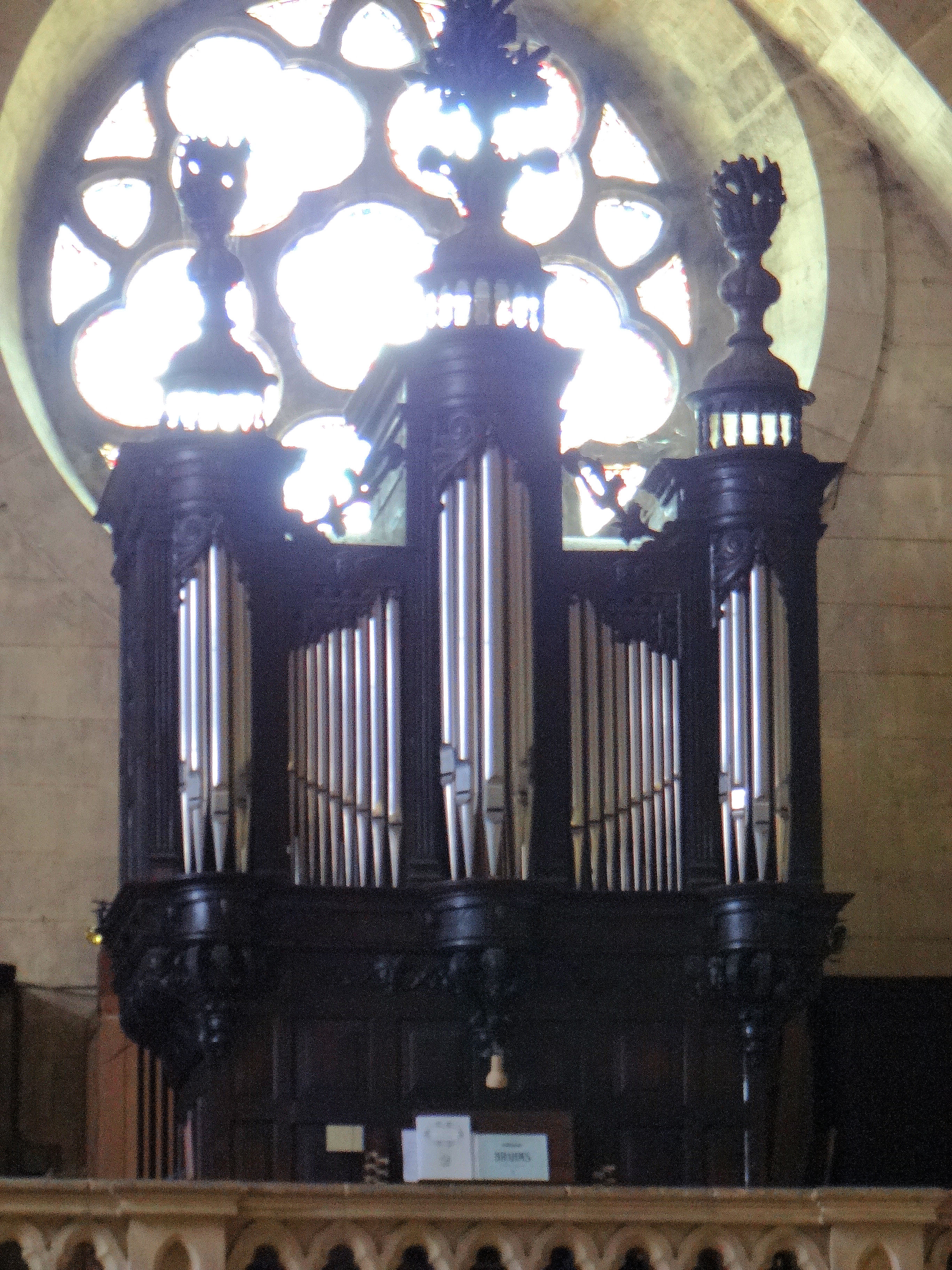
L'orgue.

Le buffet d'orgue date du XVIIe siècle, et a probablement été réalisé par un facteur de l'école toulousaine. Il possédait 8 jeux sur un seul clavier et un petit pédalier. Le buffet a été classé Monument historique en 1977.
À la demande de l'organiste André Isoir, l'orgue a été réaménagé en 1982 par le facteur Gerhard Grenzing avec 22 jeux, 3 claviers et pédalier. Il comprend :
- Positif intérieur :	 56 notes

Bourdon 8
Flûte à cheminée 4
Doublette 2
Larigot 1 1/3
Cymbale II
Trompette 8(*)
- Grand orgue : 56 notes

Montre 8
Bourdon à cheminée 8 (il n'y a pas, de Bourdon à cheminée dans la Facture d'orgue française)
Prestant 4
Nazard 2 2/3
Quarte 2
Tierce 1 3/5
Fourniture V
- Récit : 56 notes

Bourdon 8
Prestant 4
Cornet III
Hautbois 8
- Pédalier :

Soubasse 16
Principal 8
Octave 4 (il n'y a pas d'octave, en tant, que registre pour l'orgue ; il ne faut pas confondre avec l'harmonium)
Bombarde 16
Clairon 4(**)
NB : 
(*) jeu provenant de l'ancien instrument
(**) chape libre
Accessoires : Accouplements à tiroir I/II et III/II - Tirasses I et II - Tremblant doux

## Mobilier
Une grande partie de son remarquable mobilier intérieur des XVIIe et XVIIIe siècles : maîtres-autels, et leurs statues en bois polychrome, stalles, chaire, est classé monument historique.

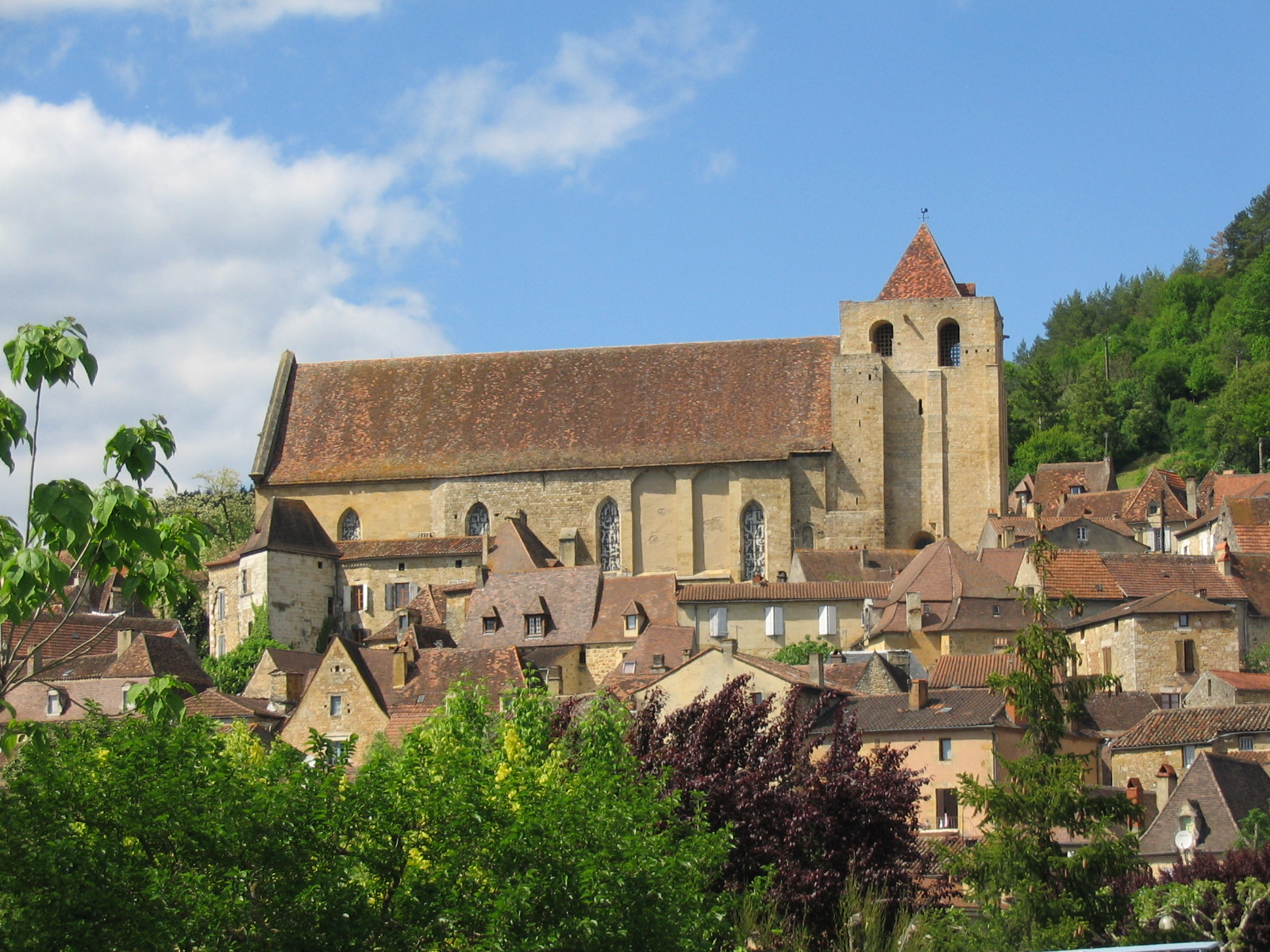
L'église dominant la ville.
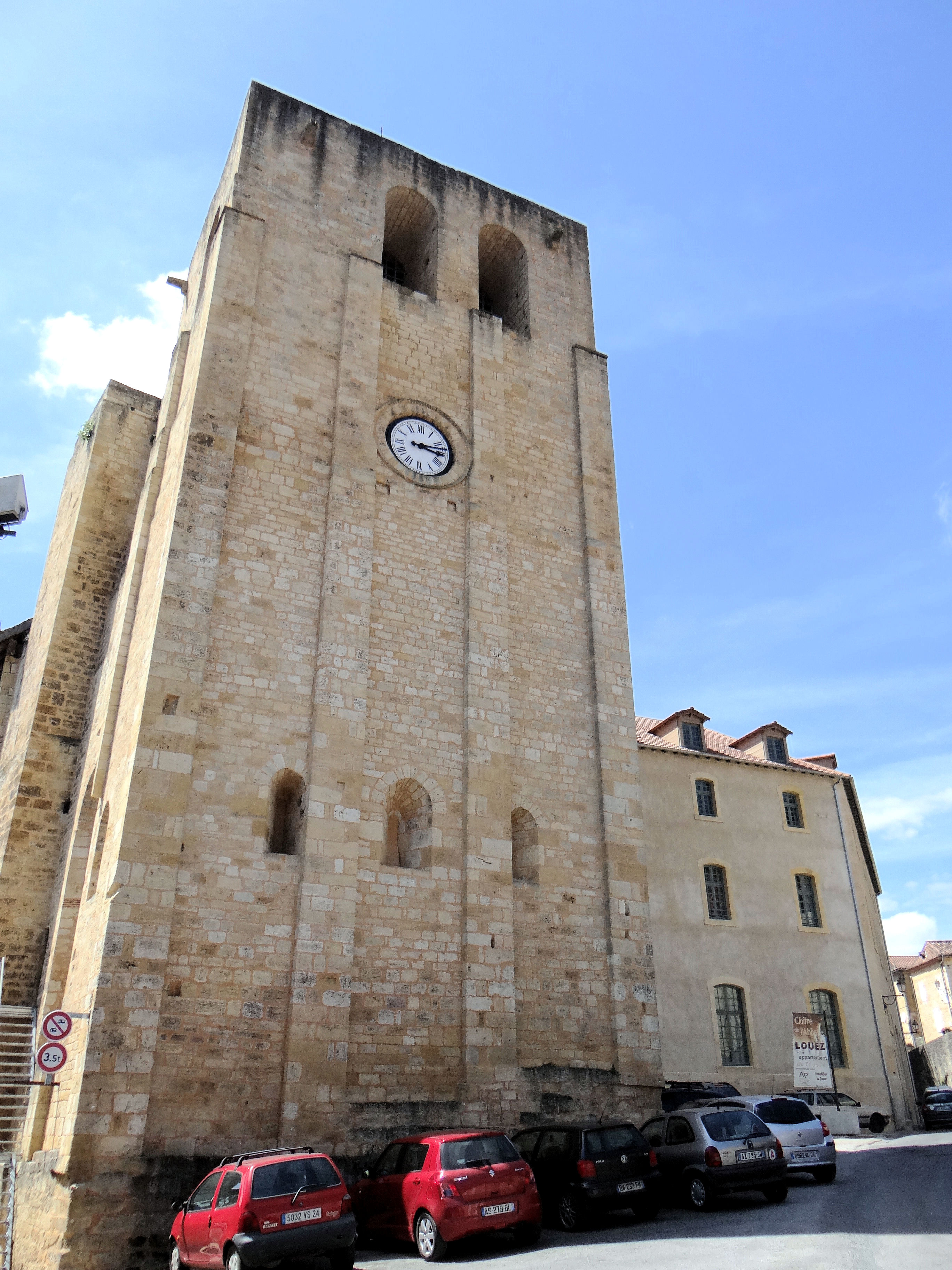
Le donjon-clocher du XIIe siècle.
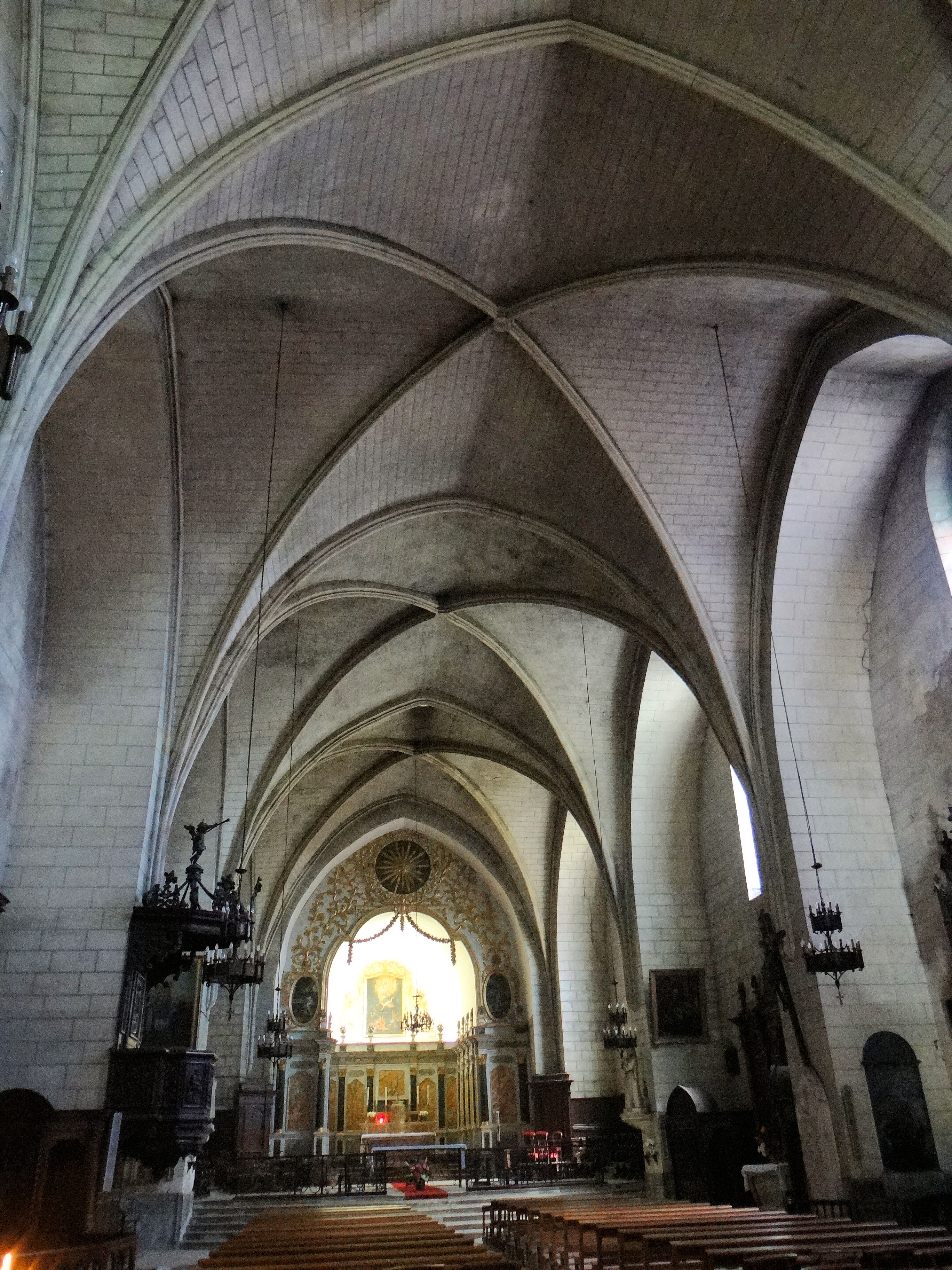
La nef
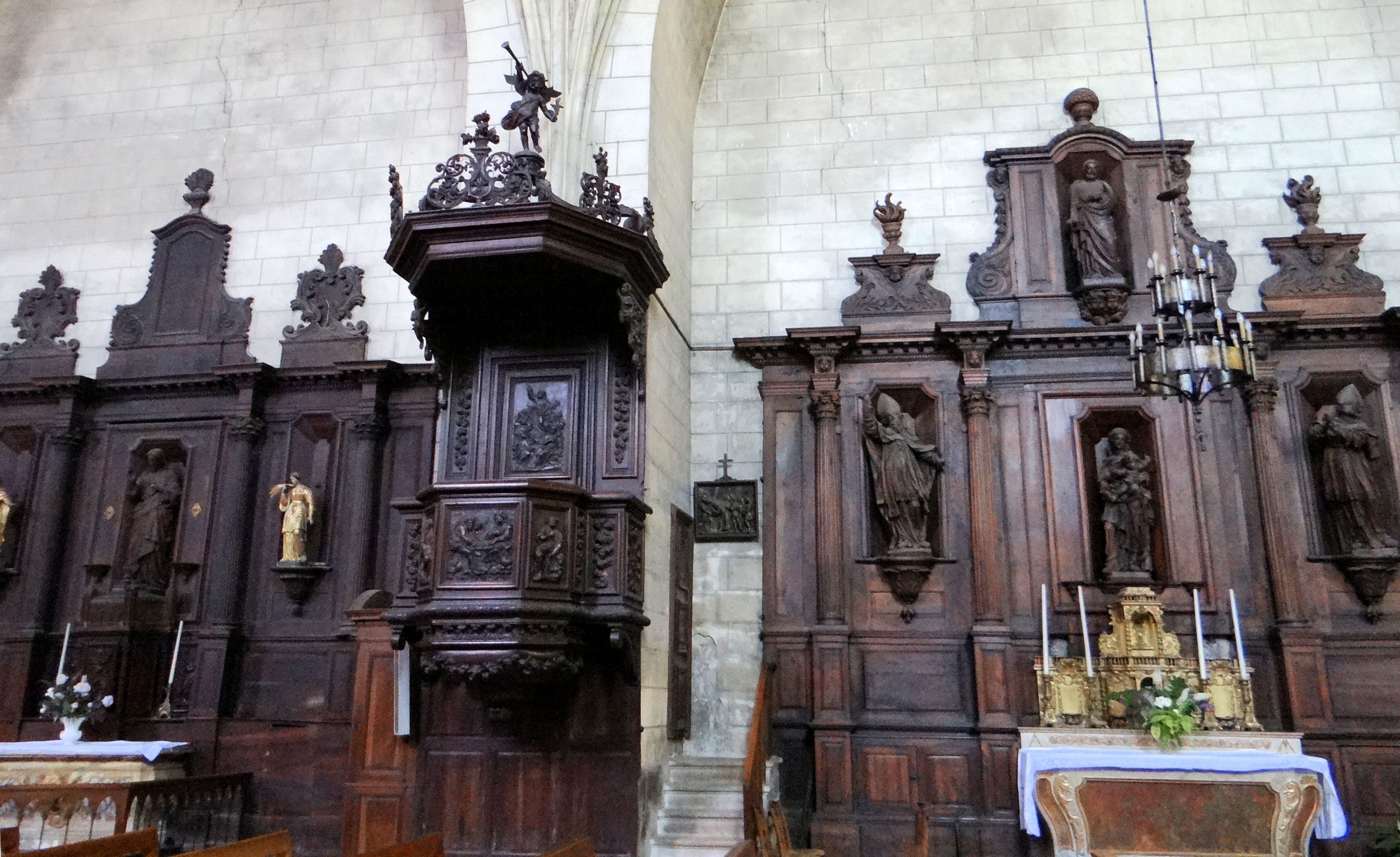
Chaire et autels latéraux du XVIIe siècle
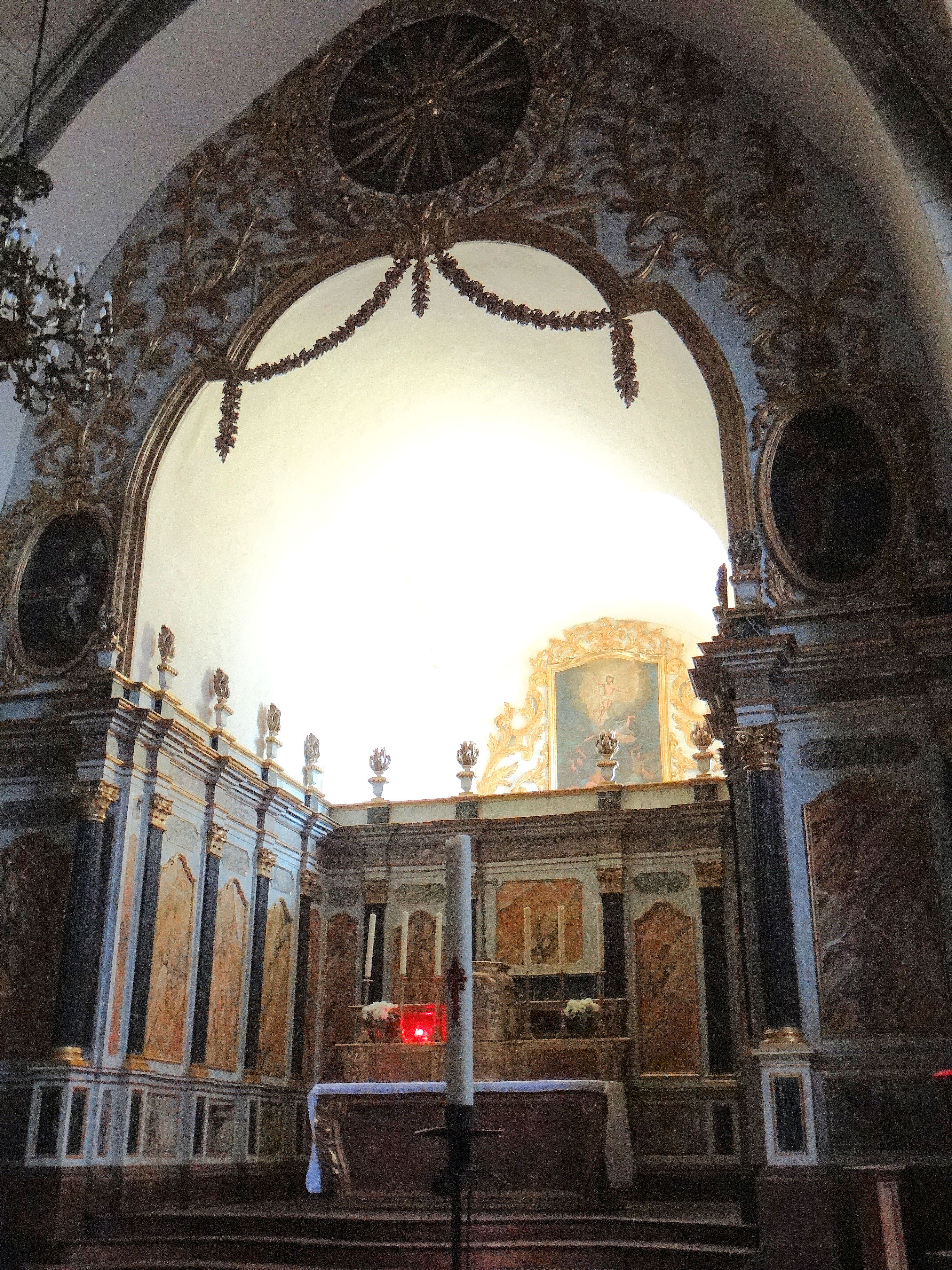
Boiseries du chœur

### Bibliographie

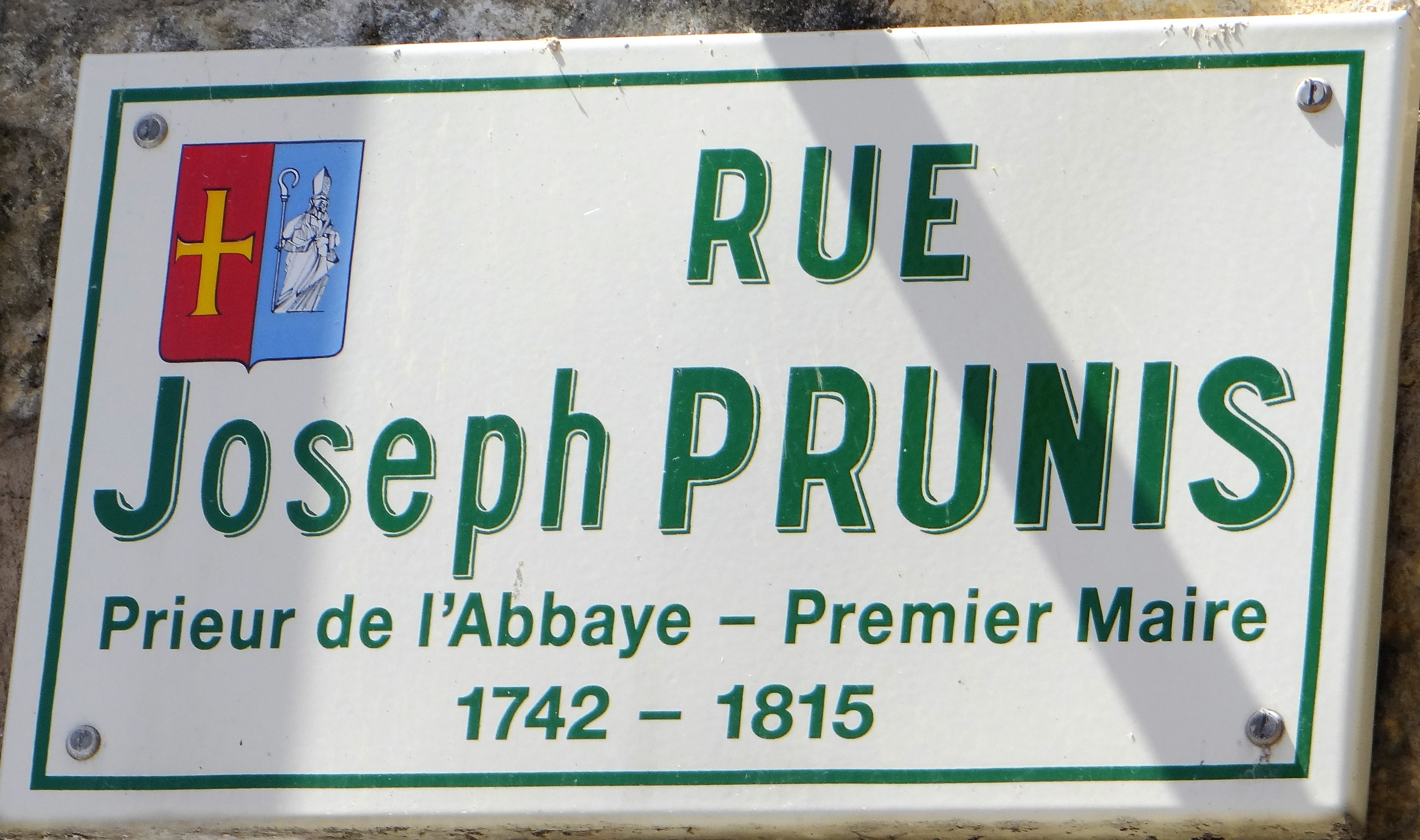
Rue Joseph Prunis à Saint-Cyprien